# 瓜什则乡
瓜什则乡，是中华人民共和国青海省黄南藏族自治州同仁市下辖的一个乡镇级行政单位。

## 行政区划
瓜什则乡下辖以下地区：
阿旦村、郭进村、阿哇日村、塔哇村、力吉村和赛庆村。